# Уан Джиюан
Уан Джиюан е китайски баскетболист. Тя е роден 13 юли 2002 г. в Хъйлундзян, Китай. Тя се състезава на летните олимпийски игри през 2020 г. Нейният отбор зае 3-то място.